# شون كونلي (محامي)
شون كونلي (بالإنجليزية: Sean Connelly)‏ هو محامي أمريكي، ولد في 23 أغسطس 1958 في غلين كوف في الولايات المتحدة.